# Folke Wetzdorff
Arne Gustaf Folke Wetzdorff Larson, född 8 juni 1886 i Norrköping, död 15 juni 1914 i Karlshamn, var en svensk målare och tecknare.
Han var son till agenten Carl August Larson och hans hustru Emma Katharina. Wetzdorff studerade vid Tekniska skolan 1905–1906 och för Gustaf Cederström och Georg von Rosen vid Kungliga konsthögskolan 1906–1909 samt med ett avslutande studieår i Paris. Han räknades som en lovande porträttmålare och hade lätt att träffa porträttlikhet. Som illustratör utförde han dekorativa omslag till publikationerna Ny tidning för idrott och Julsparken. Vid en affischtävling för Nordiska spelen i idrott medverkade han med en affisch föreställande en skidåkande same som anknöt till Torsten Schonbergs jugendstil. Han medverkade i Sveriges allmänna konstförenings utställningar i Stockholm 1911 och Kalmar 1913. Hans konst består av porträtt, interiörer, figurer utförda i olja samt teckningar.